# Парламентские выборы в Косове (2007)
Парламентские выборы в Ассамблею Косово (алб. Kuvendi я Kosovës, серб. Скупштина Косова) состоялись 17 ноября 2007 года, вместе с муниципальными выборами. Ассамблея Косово является законодательной ветвью временных институтов самоуправления, что миссия ООН в Косово (МООНК) создан, чтобы помочь администрации в Косово. Выборы были назначены специальным представителем Генерального секретаря Организации Объединённых Наций Йоахимом Рюкером 1 сентября 2007 года (глава МООНК).
Муниципальные выборы в Косово прошли в тот же день парламентских выборов.

## Результаты
Окончательные результаты были объявлены 3 декабря 2007 года:
- Демократическая партия Косово — 34,3 %, 37 мест (▲7)
- Демократическая лига Косово — 22,6 %, 25 мест (▼16)
- Альянс за новое Косово — 12,3 %, 13 мест (▲13)
- Демократическая лига Дардании—Христианская демократическая партия — 10,1 %, 11 мест (▲5)
- Альянс за будущее Косово — 9,6 %, 10 мест (▲3)
- Реформистские партии ора — 4,1 %, не прошла в парламент (▼7)
- Национальные меньшинства — 24 места (▬0)

Из десяти мест, зарезервированных для сербов, шесть выиграли по четыре партии, которые решили создать коалицию 5 декабря 2007 года, Славиша Петкович в Сербской Демократической партии Косово и Метохии, Драгиса Мирич из Партии сербов Косово и Метохии, Михаил Шчепанович из Сербской Народной партии и Небойша Живич Союз независимых социал-демократов Косово и Метохии.